# Bojan
Bojan je moško osebno ime.

## Slovenske različice
- moške različice imena: Bojc, Bojče, Bojči, Bojeslav, Bojimir, Bojin, Bojkan, Bojko, Bojmir
- ženske različice imena: Bojana, Boja, Bojanca, Bojanka, Bojca, Bojčenka, Bojislava, Bojka, Bojkica, Bojimira

## Tujejezikovne različice
- pri Bolgarih: Боян
- pri Makedoncih, Srbih: Боjaн

## Izvor in pomen imena
Ime Bojan je slovanskega izvora. Najverjetneje izhaja iz dvočlenskih slovanskih imen, ki se začenjajo z Boj-, npr. Bojimir. Prvi člen imena Boj- je iz samostalnika bòj v pomenu besede »borba, bojevati se«.

## Pogostost imena
Po podatkih Statističnega urada Republike Slovenije je bilo na dan 31. decembra 2007 v Sloveniji število moških oseb z imenom Bojan: 10.625. Med vsemi moškimi imeni pa je ime Bojan po pogostosti uporabe uvrščeno na 17. mesto.

## Osebni praznik
Bojan (Vojan) je tudi ime svetnika, mučenca, ki je bil ruski knez in je umrl 28. marca leta 827.

## Krajevna imena
Na Bojane pri starih Slovencih spominjajo krajevna imena: Bojanci pri Adlešičih, Bojanja vas pri Metliki in Bojanji Vrh pri Muljavi.

## Zanimivost
Med najstarejše znane Bojane spada stari pevec Bojan iz ruskega epa Slovo o polku Igor´ěve. Po njem se imenuje bajan ="velika harmonika".

## Znani nosilci imena
- Bojan Accetto, slovenski zdravnik gerontolog
- Bojan Adamič, slovenski skladatelj, dirigent in aranžer
- Bojan Bălgaranov, bolgarski politik
- Bojan Balkovec, slovenski zgodovinar
- Bojan Baskar, slovenski socialni antropolog
- Bojan Bensa, slovenski slikar
- Bojana Beović, slovenska zdravnica infektologinja
- Bojan Bogdanović, hrvaški košarkar
- Bojana Boh, slovenska biokemičarka, informatičarka, amaterska slikarka
- Bojan Božič, slovenski rokometaš
- Bojan Borstner, slovenski filozof
- Bojan Brecelj, slovenski častnik, vojaški pilot
- Bojan Brecelj, slovenski fotograf
- Bojan Brezigar, slovenski urednik in politik
- Bojan Breznik, slovenski strojnik, inovator
- Bojan Bučar, slovenski lesar
- Bojan Budja, slovensk inovinar
- Bojan Bugarič, slovenski pravnik
- Bojan Cvetrežnik, glasbenik poliinstrumentalist
- Bojan Čerček, zdravnik internist, akademik
- Bojan Čop, slovenski jezikoslovec, indoevropeist, akademik
- Bojan Cvjetićanin, slovenski glasbenik in član zasedbe Joker Out
- Bojan Dekleva, slovenski psiholog
- Bojan Dimitrijević, ime treh Srbov: književnika, zgodovinarja in igralca
- Bojan Dintinjana, slovenski fizik, astronom
- Bojan Djurić, slovenski arheolog
- Bojan Dobovšek, slovenski kriminolog
- Bojana Dornig, slovenska smučarka
- Bojan Drenik, slovenski prosvetni delavec, publicist, Sokol
- Bojan Drobež, slovenski kitarist, skladatelj, kantavtor
- Bojan Držaj, slovenski kemijski tehnolog
- Bojan Emeršič, slovenski igralec in TV voditelj
- Bojan Fortič, slovenski zdravnik ftiziolog
- Bojan Glavina, slovenski pianist, skladatelj
- Bojan Globočnik, slovenski smučarski skakalec
- Bojan Godeša, slovenski zgodovinar
- Bojan Golija, slovenski slikar in grafik
- Bojan Golli, slovenski fizik
- Bojan Gorenec, slovenski slikar in grafik
- Bojan Gorišek, slovenski pianist, igralec
- Bojan Grobovšek, slovenski novinar, diplomat, publicist
- Bojan Krajnc, slovenski atlet
- Bojan Krajnc, novinar, televizijski urednik
- Bojan Krkić, srbsko-španski nogometaš
- Bojan Križaj, slovenski smučar
- Bojan Leskovar, slovenski gospodarstvenik
- Bojana Leskovar, slovenska novinarka, PR-ovka
- Bojan Maroševič, igralec
- Bojan Mavsar, slovenski kipar, slikar in scenograf
- Bojan Mohar, slovenski matematik, profesor
- Bojana Moškrič, klinična psihologinja, psihoterapevtka
- Bojan Musil, psiholog, profesor
- Bojana Nenadović Otrin, baletna plesalka
- Bojan Nendl, slovenski agronom
- Bojan Novak, galerist, založnik
- Bojan Novak, elektrotehnik
- Bojan Novak, slovenski balinar
- Bojan Oberčkal, slovenski slikar
- Bojan Ogorelec, slovenski geolog
- Bojan Orel, slovenski matematik, profesor
- Bojan Osterc, prvi slovenski mumin
- Bojan Otoničar, slovenski geolog
- Bojan Pahor, direktor ZRS Bistra Ptuj (drug= kipar v Idriji)
- Bojan Papič, ekonomist, predsednik Trgovinske zbornice Slovenije, državni svetnik
- Bojan Pavletič, slovenski zamejski športni organizator, pedagog, novinar, publicist
- Bojan Peroci, slovenski pisatelj
- Bojan Paradiž, slovenski meteorolog in ekolog
- Bojan Peček, slovenski novinar in ??
- Bojan Perme, operetni pevec in igralec-komik
- Bojan Franc Pirc, zdravnik
- Bojan Frančišek Pirc, zdravnik onkolog
- Bojan Počkar, alpinist
- Bojan Požar, novinar, medijski podjetnik
- Bojan Radev, bolgarski rokoborec
- Bojan-Ilija Schnabl, koroško slovenski pesnik in pisatelj iz Svinče vasi v občini Štalenska gora na Celovškem polju.
- Bojan Sedmak (1952), slovenski biolog, ekotoksinolog
- Bojan Sedmak (1958), slovenski kantavtor
- Bojan Stupica, slovensko-srbski gledališki režiser, arhitekt
- Bojan Šobar, mlekarski stokovnjak
- Bojan Štokelj (1956–2001), kipar in večmedijski umetnik
- Bojan Tomažič, novinar, pisatelj, slikar, glasbenik (CZD)
- Bojan Umek, igralec
- Bojan Varl, zdravnik internist, prof. MF
- Bojan Vrtovec, zdravnik ginekolog in porodničar
- Bojan Vrtovec ml., zdravnik kardiolog, prof. MF
- Bojan Zajc, slovenski hokejist in trener
- Bojan Zaletel, slovenski kemik
- Bojan Žalec, slovenski filozof
- Bojana Žvan, zdravnica nevrologinja